# PAE AÉL Kalonísz
A PAE AÉL Kallónisz (görögül: Π.Α.Ε. Αθλητική Ένωση Λεκανοπεδίου Καλλονής, magyar átírásban: PAE thlitikí Énoszi Lekanopedíu Kalonísz) egy görög labdarúgócsapat melynek székhelye Mitilíniben, Leszbosz szigetén található. Jelenleg a görög élvonalban szerepel. 
Hazai mérkőzéseiket a 2850 fő befogadására alkalmas Mitilíni Dimotikó Stadionban játsszák.

## Történelem
A klubot 1994-ben alapították. Leginkább alacsonyabb regionális bajnokságokban szerepeltek, ahol több alkalommal voltak bajnokok (1996, 2000, 2002, 2008). A negyedosztályt 2010-ben nyerték meg. 2011-ben második helyen végeztek a harmadosztályban és feljutottak a második vonalba, ahol első idényük végén az ötödik helyet szerezték meg. E mellett négy athéni regionális bajnoki címmel is rendelkeznek .
A 2012–2013-as szezon végén harmadik helyen végezetek a másodosztályban és történelmük során először feljutottak az első osztályba.

## Sikerei
Görög másodosztály
3. hely (1): 2013
Görög harmadosztály
2. hely (1): 2011
Görög negyedosztály
1. hely (1): 2010
Leszboszi regionális bajnoki címek
1. hely (4): 1996, 2000, 2002, 2008

## Keret
2013. augusztus 28.
| #  |     | Poszt | Név                                    |
| -- | --- | ----- | -------------------------------------- |
| 1  | GRE | K     | Jánisz Sziderákisz                     |
| 4  | SRB | V     | Danijel Gašić                          |
| 5  | BRA | V     | Leandro (kölcsönben az Olimbiakósztól) |
| 6  | GRE | KP    | Mihálisz Kripindírisz                  |
| 7  | GRE | KP    | Níkosz Gálasz                          |
| 9  | GRE | CS    | Jórgosz Manúszosz                      |
| 10 | BRA | KP    | Leozinho                               |
| 11 | GRE | CS    | Andréasz Dámbosz                       |
| 12 | GRE | KP    | Jórgosz Horjanópulosz                  |
| 13 | GRE | CS    | Vlászisz Kazákisz                      |
| 14 | GRE | V     | Anésztisz Anasztasziádisz              |
| 15 | GRE | K     | Pétrosz Gómosz                         |
| 16 | ESP | KP    | Jonan García                           |
| 17 | MLT | K     | Andrew Hogg                            |
| 18 | GRE | KP    | Níkosz Kálfasz                         |
| 19 | ALB | KP    | Emilio Kishta                          |
| 20 | ARG | CS    | Emanuel Perrone                        |

| #  |     | Poszt | Név                                         |
| -- | --- | ----- | ------------------------------------------- |
| 21 | GRE | KP    | Dimítrisz Vlasztélisz                       |
| 22 | GRE | KP    | Harálambosz Sziligardákisz                  |
| 23 | GRE | CS    | Dimítrisz Burúsz                            |
| 24 | GRE | V     | Kiriákosz Evangelidákisz                    |
| 25 | BRA | KP    | Marcelo Goianira                            |
| 26 | GRE | KP    | Rafaíl Júkarisz                             |
| 27 | BRA | CS    | Marko dos Santos                            |
| 29 | GRE | K     | Leftérisz Mápasz                            |
| 31 | GRE | V     | Ioszíf Lambrópulosz                         |
| 32 | POR | KP    | Hugo Faria                                  |
| 33 | CZE | KP    | Jakub Podaný (kölcsönben a Sparta Prahatól) |
| 55 | GRE | V     | Sztratísz Váliosz                           |
| 70 | GRE | V     | Konsztandínosz Líma                         |
| 77 | ALB | KP    | Xhonatan Muça                               |
| 80 | ESP | KP    | Juanlu                                      |
| 99 | GRE | CS    | Anésztisz Agrítisz                          |

## Külső hivatkozások
- Hivatalos honlap (görögül)
- Adatlapja az uefa.com-on (angolul)
- Legutóbbi eredményei a soccerway.com-on (angolul)